# Banquete funerario

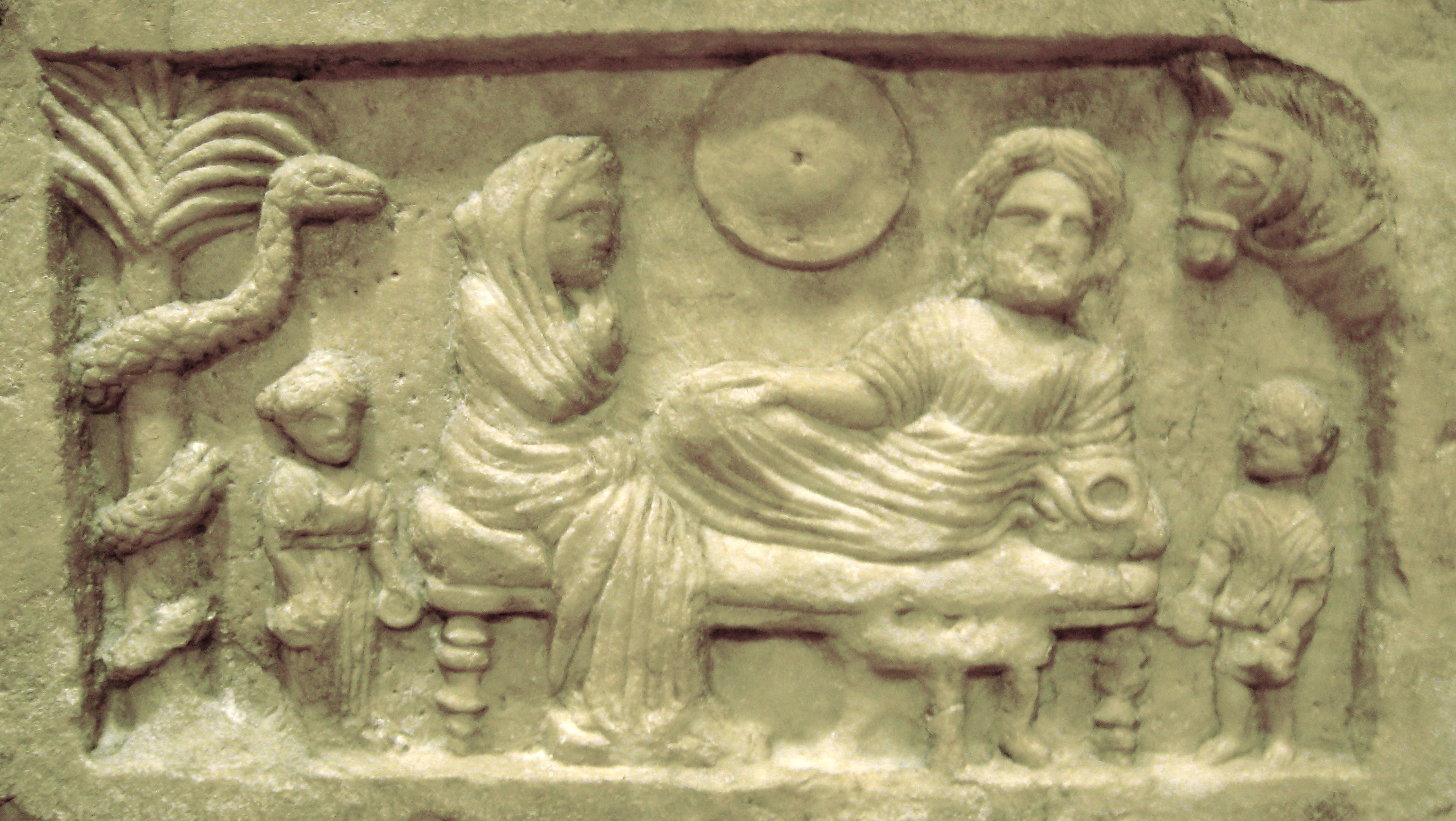
Banquete funerario en Asclepios.

Un banquete funerario es un ágape o invitación de comida, como parte de un entierro y sus ceremonias, que suele celebrarse o reunirse antes de la salida del ataúd y el cortejo fúnebre hacia el camposanto. Se trata de una tradición culinaria celebrada desde antiguo en la historia de la humanidad. Los banquetes funerarios se diferencian en las distintas religiones y diversas culturas de la tierra.

## Historia
Los egipcios celebraban numerosos rituales funerarios debido a la creencia de una vida tras la muerte. Los antiguos griegos poseían igualmente creencias que les permitían celebrar banquetes tras la muerte de un familiar o ser querido. Esta costumbre fue traslada a Hispania, aunque si bien es cierto ya existía la costumbre con anterioridad. En España se comienza a realizar banquetes funerarios en los siglos XVI y XVII, aunque no es una coctumbre muy generalizada.